# Бриквиль
Брикви́ль (фр. Bricqueville) — коммуна во Франции, находится в регионе Нижняя Нормандия. Департамент коммуны — Кальвадос. Входит в состав кантона Тревьер. Округ коммуны — Байё.
Код INSEE коммуны — 14107.

## Население
Население коммуны на 2010 год составляло 143 человека.
| 1962 | 1968 | 1975 | 1982 | 1990 | 1999 | 2010 |
| ---- | ---- | ---- | ---- | ---- | ---- | ---- |
| 234  | 216  | 183  | 129  | 116  | 110  | 143  |

## Экономика
В 2010 году среди 99 человек трудоспособного возраста (15—64 лет) 79 были экономически активными, 20 — неактивными (показатель активности — 79,8 %, в 1999 году было 71,0 %). Из 79 активных жителей работали 74 человека (39 мужчин и 35 женщин), безработных было 5 (4 мужчины и 1 женщина). Среди 20 неактивных 1 человек был учеником или студентом, 9 — пенсионерами, 10 были неактивными по другим причинам.